# Cephalodella auriculata
Cephalodella auriculata is een raderdiertjessoort uit de familie Notommatidae. De wetenschappelijke naam van deze soort is voor het eerst geldig gepubliceerd in 1773 door Müller.